# Biografielijst Oe

## Oe
- Kenzaburo Oë (1935-2023), Japans schrijver

## Oec
- Ivan Oechov (1986), Russisch atleet

## Oeg
- Viktor Oegrjoemov (1939), Sovjet ruiter

## Oei
- Martin Oei (1996), Nederlands pianist

## Oel
- Aleksej Oelanov (1947), Russisch kunstschaatser
- Ad Oele (1923-2017), Nederlands politicus
- Aleksandr Oeljanov (1866-1887), Russisch revolutionair, broer van Lenin

## Oem
- Gintautas Oemaras (1963), Litouws wielrenner
- Dokka Oemarov (1964), 5e president van de Tsjetsjeense republiek Itsjkerië

## Oen
- Alexander Dale Oen (1985), Noors zwemmer

## Oer
- Jeroen Oerlemans (1970–2016), Nederlands fotojournalist
- Reinout Oerlemans (1971), Nederlands acteur, presentator en producer
- Aleksej Oermanov (1973), Russisch kunstschaatser
- Vladimir Oeroetsjev (1954), Bulgaars politicus
- Al Oerter (1936-2007), Amerikaans atleet

## Oes
- Aljaksandr Oesaw (1977), Wit-Russisch wielrenner
- Jennifer Oeser (1983), Duits atlete
- Maja Oesova (1964), Russisch kunstschaatsster
- Ilona Oesovitsj (1982), Wit-Russisch atlete
- Svjatlana Oesovitsj (1980), Wit-Russisch atlete
- P.D. Oespenski (1878-1947), Russisch esoterisch schrijver en filosoof
- Ksenia Oestalova (1988), Russisch atlete
- Jevgeni Oestjoegov (1985), Russisch biatleet
- Sergej Oestjoegov (1992), Russisch langlaufer
- Markus Oestreich (1963), Duits autocoureur
- Galina Oestvolskaja (1919-2006), Russisch componiste

## Oet
- Dmitri Oetkin (1970-2023), Russisch militair
- Ornella Oettl Reyes (1991), Peruviaans alpineskiester
- Yannik Oettl (1996), Duits voetballer

## Oev
- Arend ten Oever (1943-2012), Nederlands politicus en burgemeester
- Egbert van 't Oever (1927-2001), Nederlands schaatscoach en allround-kampioen
- Theo Oeverhaus (2004), Duits autocoureur

## Oey
- Louis Oeyen (1931-2007), Belgisch politicus